# Bombus funebris
Espèce
Statut de conservation UICN

 LC  : Préoccupation mineure
Bombus funebris est une espèce de bourdons que l'on trouve au Venezuela, en Colombie, en Équateur, au Pérou et en Bolivie.

## Description
L'holotype de Bombus funebris, une femelle, mesure 17 mm. Elle a été découverte dans les environs de Quito.

## Publication originale
- Frederick Smith, British Museum (Natural History). Department of Zoology., Catalogue of hymenopterous insects in the collection of the British Museum (publication), Inconnu, Londres, 1853., vol. 2